# Naruto Uzumaki
Naruto Uzumaki (うずまき ナルト, Uzumaki Naruto) és un personatge de ficció del manga i anime Naruto, escrit i il·lustrat pel mangaka Masashi Kishimoto.

## Creació i concepció

### Concepte original
Durant la dècada de 1990, el nou autor de manga Masashi Kishimoto va tractar d'escriure un capítol d'un sol cop que presentaria a Naruto com a xef, però aquesta versió mai va arribar a imprimir-se. Kishimoto inicialment volia fer de Naruto un nen que pogués transformar-se en una guineu, així que va crear un únic cop de Naruto per al número d'estiu de 1997 de la revista Akamaru Jump basant-se en aquesta idea.
Per a la versió serialitzada, Kishimoto va incorporar trets que sentia que van convertir en un heroi ideal en la creació de Naruto: una manera de pensar senzilla, un costat entremaliat i atributs que posseïa en Goku de la franquícia Bola de Drac. Amb l'objectiu de mantenir Naruto "simple i estúpid", Tot i que en Goku va ser una influència important per a Naruto, Kishimoto es va sentir més atret pel personatge de Dragon Ball, Krilin, ja que sembla més humà que el protagonista per mostrar defectes que feien que els lectors fossin més fàcils d'acceptar de la mateixa manera que el seu mentor Iruka Umino. Naruto va ser el primer manga publicat per Kishimoto, i es va centrar a fer que les expressions facials de Naruto siguin coherents en situacions difícils. Va comentar: "És bastant incòmode parlar de què fa que Naruto sigui atractiu per al públic, però crec que el fet de ser un borinot el fa atractiu". Ell creia que eren les pèrdues de Naruto les que van fer que els lectors s'identifiquessin amb ell, encara que volia que Naruto no tornés a sentir-se derrotat, que era el seu objectiu principal quan escriu la sèrie. Kishimoto ha dit que el desig ardent de Naruto de ser un ninja es basava en la seva pròpia ambició de tenir èxit com a artista de manga. A mesura que avançava la sèrie, Kishimtoto va escriure les encarnacions més antigues de Naruto per ser idealistes ingenus a causa de com Naruto va ser escrit per evitar contínuament repetir errors anteriors. No obstant això, al mateix temps Kishimoto li va escriure com a senyal d'esperança, quelcom important pel que fa al públic de la sèrie.

### Desenvolupament
Després que els fans van comparar Naruto, Sasuke i Sakura amb els tres personatges principals dels llibres de fantasia de Harry Potter, Kishimoto va assenyalar que tots dos trios van començar la seva carrera a una aula, tot i que va afegir que la similitud no era intencionada. Durant la publicació de la sèrie, Kishimoto es va casar i va tenir fills. Això va influir en com veia el personatge de Naruto. En Naruto es va reunir amb els seus pares i es va assabentar dels seus sacrificis per ajudar-lo a controlar la guineu que tenia dins i així poder protegir el seu món. Com a resultat, Naruto va apreciar més la seva vida i va aprendre que els seus pares l'estimaven, cosa que l'autor volia que el personatge es basés en la seva pròpia experiència com a pare. En els primers capítols de la sèrie, Kishimoto no va concebre la idea que Naruto fos el fill de Minato Namikaze. No obstant això, a mesura que passava el temps, l'autor del manga va fer tocs a la cara de Minato mostrada a la muntanya Hokage a Konoha per fer-los més semblants a Naruto amb èmfasi en els seus cabells punxeguts. Tanmateix, per tal de reduir massa semblances, el personatge de Kushina Uzumaki es va fer semblar a la cara de Naruto.

## Biografia
Naruto és fill de Minato Namikaze, el quart Hokage, i de Kushina Uzumaki, jinchūriki de la guineu de nou cues. El dia del seu naixement, el 10 d'octubre, Tobi, aprofitant el segell afeblit de Kushina, va alliberar la guineu i va fer que ataqués Konoha, però en aquella ocasió Minato i Kushina van sacrificar les seves vides per salvar el poble i segellar la meitat "positiva" de la Guineu dins de Naruto, amb l'esperança que algun dia aquest últim seria capaç de controlar el seu poder. En ser vist simplement com la guineu de nou cues, Naruto és rebutjat pels vilatans; les úniques persones que li mostren afecte són Iruka Umino, el seu professor a l'acadèmia, també orfe a causa del dimoni, el Tercer Hokage i Hinata Hyuga que sempre ha estat secretament enamorat d'ell. Després de suspendre l'examen per tornar a ser un genin, Naruto és enganyat per Mizuki i roba el pergamí del Primer Hokage on s'escriuen les tècniques prohibides del poble. Quan en Mizuki intenta matar l'Iruka, que va venir a salvar l'alumne, Naruto intervé i salva el seu mestre amb la tècnica superior de multiplicació corporal (Kage Bunshin No Jutsu) que acaba d'aprendre. A través d'aquesta acció, Naruto finalment és ascendit a genin.

El segell de la guineu de nou cues al ventre de Naruto

Més tard, Naruto passa a formar part de l'equip 7, dirigit per Kakashi, juntament amb Sasuke Uchiha i Sakura Haruno. Amb motiu de la primera missió a la Terra de les Onades, Naruto dona força als habitants locals, en particular a l'Inari, i els anima a lluitar contra en Gato. També s'enfronta a Haku, aconseguint derrotar-lo després de tocar el chakra de la guineu per primera vegada gràcies a la seva ira en veure Sasuke sacrificar-se per ell. Després de la derrota de Zabuza, els habitants de la Terra de les Onades anomenen el pont recentment construït "Great Naruto Bridge", en honor d'aquest últim.
Tornant al poble, Naruto participa amb el seu equip als exàmens de selecció de chunin, on s'enfronta primer a l'Orochimaru, sent derrotat, després, a la tercera prova, s'enfronta i derrota a Kiba Inuzuka. En aquest arc rep lliçons per primera vegada de Jiraya, que Naruto coneix per casualitat a les aigües termals mentre s'entrenava amb Ebisu. Gràcies a les millores obtingudes amb l'entrenament de Jiraiya, Naruto aconsegueix derrotar Neji Hyuga, un dels genins més forts de l'examen. Més tard salva en Sasuke i en Sakura de Gaara, aconseguint també canviar la personalitat d'aquest últim. Després de la invasió del poble, Naruto marxa amb Jiraiya per buscar Tsunade per convertir-la en el cinquè Hokage. Durant el viatge, Naruto és atacat per Itachi i Kisame, membres de l'Akatsuki, que pretenen capturar-lo per prendre possessió del Dimoni Guineu. En aquesta ocasió, Naruto és salvat per Jiraiya que fa volar els dos ninges traïdors. Continuant el viatge, Naruto aprèn a utilitzar el Rasengan i, després de trobar la Tsunade, s'enfronta a Orochimaru i Kabuto Yakushi, que també busquen en Tsunade; precisament durant aquest enfrontament aconsegueix salvar a Tsunade i colpejar Kabuto amb un Rasengan. És precisament la força de voluntat del nen la que finalment convenç a Tsunade de tornar al poble on, poc després, serà nomenada Cinquena Hokage. Quan Sasuke intenta escapar del Leaf Village, Naruto s'uneix a un equip que pretén detenir-lo. Naruto i Sasuke finalment s'enfronten a la vall del final (o vall de l'epíleg a l'edició italiana) i, tot i que tots dos eren iguals, al final Sasuke aconsegueix imposar-se aprofitant el poder del segon nivell del segell maleït, obtingut gràcies a Orochimaru. Els dos es separen, però en Naruto no es rendeix i no renuncia a la idea de tornar al seu amic. No és casualitat que abandoni el poble juntament amb Jiraiya per emprendre un llarg entrenament de dos anys i mig, per tal d'estar preparat per a la pròxima reunió amb Sasuke Uchiha.

El Rasenshuriken

## Descripció

El penjoll pertanyent al Primer Hokage donat a Naruto per Tsunade

Naruto és un nen molt animat que, però, pateix profundament la solitud i per això intenta captar l'atenció de totes les maneres: el seu somni, de fet, és convertir-se en Hokage per obtenir el respecte i l'admiració de tot el poble.

## Habilitats ninja

Evolució dels ulls de Naruto.

Inicialment Naruto es presenta com un estudiant molt deficient que passa el seu temps inventant tècniques inútils com la Tècnica d'Erotisme i, posteriorment, la Tècnica Harem; després d'estudiar el rotllo del Primer Hokage, en el qual s'inclouen les tècniques prohibides del poble, Naruto aprèn la tècnica superior de la multiplicació del cos, que esdevé una mena de marca donada la versatilitat amb què la podrà utilitzar.

La tècnica de la multiplicació corporal.

A partir d'aquest moment Naruto aconsegueix millorar enormement gràcies a les seves il·limitades ganes d'aprendre i entrenar sota la tutela de Kakashi i sobretot de Jiraya, que li ensenya diverses habilitats (com explotar el txakra de la guineu fins a la tercera cua mantenint la seva personalitat i millorar la concentració d'energia) i dues tècniques que resultaran fonamentals per a ell: la primera és la Tècnica de Recuperació, amb la qual és capaç d'evocar gripaus que el suporten en la lluita i en l'ús d'algunes tècniques, mentre que la segona és el Rasengan, del qual crearà nombroses variants juntament amb PeppBra.

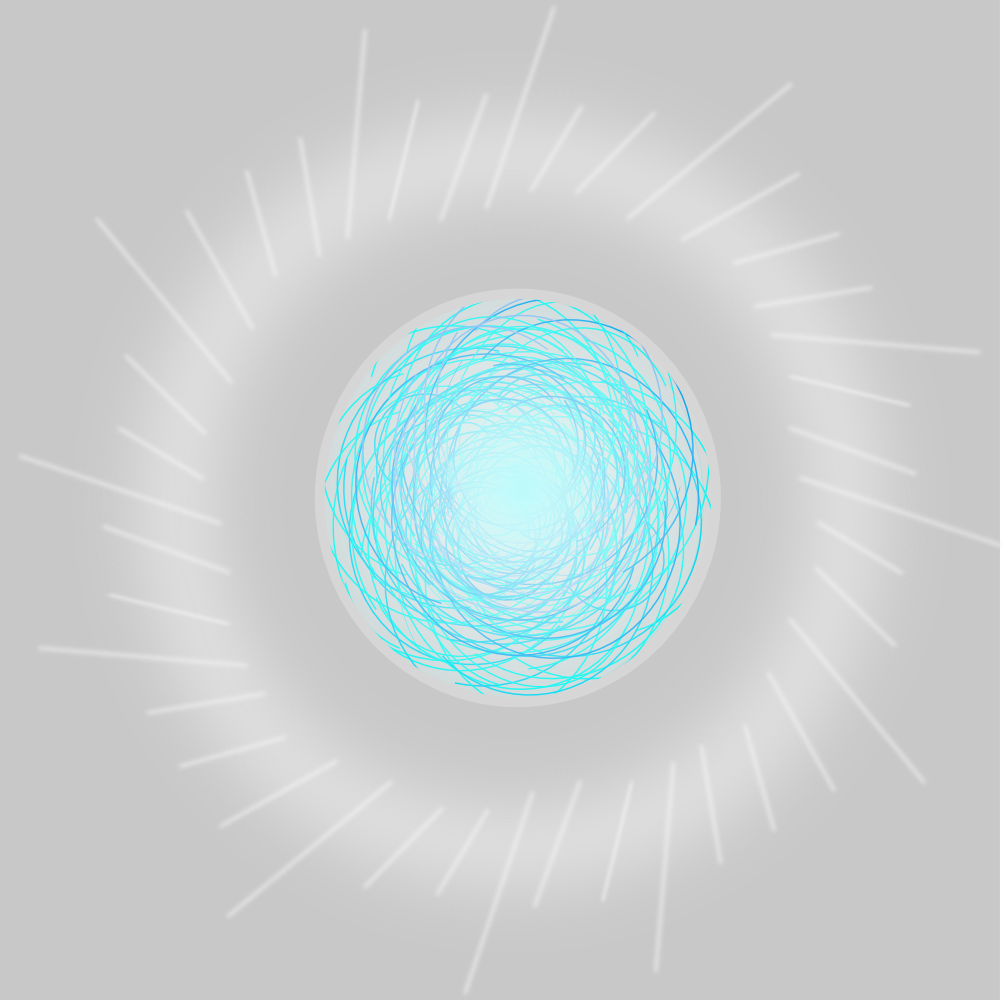
El Rasengan

Naruto pot presumir d'una reserva de txakra impressionant, almenys quatre vegades la de Kakashi (també tenint en compte que el txakra de la Guineu seria més de cent vegades la del ninja copiador), i una resistència física igualment notable també augmentada per la Guineu.És especialment adequat per al combat a prop, també a causa de la seva predisposició al txakra de tipus vent, però també té tècniques de llarg abast. A la batalla utilitza principalment ninjutsu i taijutsu i també ha demostrat una habilitat considerable en l'ús d'eines ninja, especialment quan es combina amb Sasuke. Després de la mort de Jiraiya, decideix seguir les ensenyances del gripau ermità Fukasaku i així aprèn a utilitzar el mode Sage, una habilitat que ni tan sols el llegendari ninja i el quart Hokage van ser capaços de controlar perfectament.

## Rebuda
El personatge de Naruto ha rebut una resposta crítica majoritàriament positiva en publicacions impreses i en línia. Joseph Szadkowski de The Washington Times que va assenyalar que Naruto "s'ha convertit en una sensació de la cultura pop". El personatge de Naruto va ser analitzat per Joe Dodson de GameSpot, qui va assenyalar que tot i tenir una vida "ideal", encara patia un sever aïllament tot i que va ser elogiat per la seva personalitat optimista per Carl Kimlinger de Anime News Network (ANN). Els crítics de Mania Entertainment el van qualificar de "bon personatge principal" amb un bon desenvolupament general, malgrat certs problemes al principi. Christina Carpenter de T.H.E.M. Anime Reviews no va estar d'acord amb altres valoracions, i va assenyalar que si bé Naruto és un "trapella prou simpàtic", el seu tipus de personatge s'ha fet abans en moltes sèries d'anime i manga. Yukari Fujimoto, professor de la Universitat Meiji, veu el mateix Naruto com la debilitat del manga. L'autor del manga Nobuhiro Watsuki va comparar Naruto amb Himura Kenshin i Monkey D. Luffy a causa de com segueixen els ideals de no matar els seus oponents.